# Ranunculus platypetalus
Ranunculus platypetalus (Hand.-Mazz.) Hand.-Mazz. – gatunek rośliny z rodziny jaskrowatych (Ranunculaceae Juss.). Występuje endemicznie w Chinach, w północno-zachodniej części Junnanu. 

## Morfologia
PokrójBylina o lekko owłosionych pędach. Dorasta do 5–15 cm wysokości.
LiścieSą trójdzielne. W zarysie mają pięciokątny kształt. Mierzą 0,5–1,5 cm długości oraz 1–2,5 cm szerokości. Nasada liścia ma sercowaty kształt. Ogonek liściowy jest nagi i ma 2,5–6 cm długości.
KwiatySą pojedyncze. Pojawiają się na szczytach pędów. Mają żółtą barwę. Dorastają do 10–20 mm średnicy. Mają 5 lub 6 eliptycznych działek kielicha, które dorastają do 4–9 mm długości. Mają 5 odwrotnie owalnych płatków o długości 5–10 mm.

## Biologia i ekologia
Rośnie na łąkach. Występuje na wysokości od 3800 do 4100 m n.p.m. Kwitnie od czerwca do sierpnia. 